# هافی
هافی (انگلیسی: Hafei) شرکت خودروسازی چینی بود، که در سال ۱۹۵۰ تأسیس شد و زیرمجموعه‌ای از شرکت چانگان موتورز بود.